# Большая Отрада
Больша́я Отра́да — село Пушкинского сельсовета Добринского района Липецкой области.
Образована в 1920-х годах. Тогда же по соседству основан хутор Малая Отрада (ныне деревня).
Название произошло от слова отрада — радость (здесь: радость, которая пришла к селянам после революции). Определение Большая для отличия от Малой Отрады.

## Объекты культурного значения
Ансамбль усадьбы братьев Дерибезовых:
1) дом усадебный 
2)  многофункциональная хозяйственная  постройка.
3) хозяйственная  постройка
4) хозяйственная постройка
5) хозяйственная  постройка

## Население
| 2010 |
| ---- |
| 273  |